# محمد عبد الباري الفتيح
محمد عبد الباري الفتيح ( 1938 - 2013) شاعر يمني من مواليد منطقة المعامرة في ريف قدس بمحافظة تعز أحد مؤسسي اتحاد الأدباء والكتاب اليمنيين  حصل على الماجستير عام 1971 من المجرفي الأدب والتاريخ واللغات السامية  غنى له العديد من الفنانين اليمنيين ، ومنهم الفنان عبد الباسط عبسي

## أهم اشعاره
- واقمري غرد 1961
- إلى شمسان الأشم
- بازحف
- بانمض على درب الهوى
- إلى أطفال الحجارة